# Oracle
Podatkovna baza Oracle (angleško Oracle Database) je najpomembnejši produkt podjetja Oracle Corporation. Ta sistem za upravljanje z relacijskimi bazami podatkov (RDBMS) je doživel že nekaj preimenovanj, uporabniki pa ga pogosto imenujejo kar Oracle.
Larry Ellison je s prijateljema in takratnima sodelavcema Bobom Minerjem in Edom Oatesom začel Software Development Laboratories (SDL) leta 1977. SDL je razvil prvo verzijo programske opreme Oracle. Ime Oracle izvira iz imena projekta CIE, na katerem je Ellison delal pred tem.